# Mine de Saraji
 (mars 2025).
La mine de Saraji est une mine à ciel ouvert de charbon située dans le bassin minier de Bowen dans le Queensland en Australie,,. La production y a débuté en 1974. Elle appartient à BHP Billiton Mitsubishi Alliance, une coentreprise entre BHP Billiton et Mitsubishi. Elle a une capacité de production d'environ 8 millions de tonnes par an, sa production moyenne étant autour de 5 millions de tonnes. La mine emploie en 2002, 438 personnes.